# Поворотне газове родовище
Поворотне газове родовище — належить до Індоло-Кубанської нафтогазоносної області Південного нафтогазоносногу регіону України.

## Опис
Розташоване в центральній частині Керченського півострова.
Знаходиться у Восходівській зоні антиклінальних складок Індоло-Кубанського прогину. Газоносна структура — брахіантикліналь у міоценових відкладах — виявлена у 1926—1927 роках. Приплив газу з деякою кількістю конденсату одержано у 1988 році. Газоносні відклади майкопу (пісковики та аргіліти).
Поклад пластовий, склепінчастий тектонічно екранований. Режим покладу водонапірний. Запаси газу початкові видобувні категорій А+В+С1 — 1756 млн. м³.